# Claus-Erich Boetzkes
Claus-Erich Boetzkes (né le 29 mars 1956 à Memmingen) est un journaliste et animateur de télévision allemand.

## Biographie
Claus-Erich Boetzkes étudie à l'université Louis-et-Maximilien de Munich les sciences de l'information et de la communication, les sciences politiques, la sociologie. En 2007, il obtient un doctorat à l'université technique d'Ilmenau.
Il fait une formation professionnelle à la Deutsche Journalistenschule, à Munich. Durant cette formation, il est pigiste pour l'édition locale de l'Abendzeitung.
En 1980, il devient journaliste de la section Sciences de la Bayerischer Rundfunk. Il présente ensuite l'émission politique Espresso sur la MDR.
En 1983, il devient rédacteur de la rubrique économique de la BR. Deux ans plus tard, il est directeur musical puis en 1989 des divertissements. Il doit alors faire face à l'arrivée des radios privées et modernise la BR.
Avec la chanteuse Nicole, il commente le concours Eurovision de la chanson 1988.
De 1990 à 1992, il est responsable des programmes de Bayern 3, après une collaboration avec Thomas Gottschalk.
Il vient ensuite à la télévision, à la rédaction d'ARD, où il présente le journal de la nuit de 1995 à 1997. Depuis 1994, il présente la Tagesschau.